# Dark Light
Dark Light (englisch für „Dunkles Licht“) ist das fünfte Studioalbum der finnischen Dark-Rock-Band HIM. Dark Light erschien am 23. September 2005 in Finnland und Deutschland, drei Tage später im Rest Europas und am 27. September in den USA und Kanada. Erstmals erschien damit auch ein HIM-Album in Japan.

## Albumtitel
Als Albumtitel wurde der gleichnamige Songtitel Dark Light verwendet, der wiederum vom amerikanischen Titel The Dark Light (Originaltitel: dänisch Det mørke lyset, deutscher Titel: Das dunkle Licht) eines norwegischen Buches von Mette Newth abgeleitet ist. Dieses Buch diente Sänger Valo als Inspirationsquelle für das Lied Dark Light.

## Albumcover
Für das Farbkonzept wurde dieses Mal blau verwendet. Das Booklet wurde auf Hochglanzpapier gedruckt und die Covergestaltung soll an ein Filmplakat, im Stil von Batman-Comics, erinnern. Ein düsterer Wolkenkratzer steht inmitten tosender Wellen. Auf ihn wird als Lichtsymbol das Heartagram-Bandlogo projiziert (offensichtlich in Anlehnung an das Fledermauslichtsymbol aus Batman). Der Schriftzug Dark Light wurde mit einer durchsichtigen Farbe aufgebracht, die erst durch den richtigen Lichteinfall sichtbar wird. Im Booklet sind Liedtexte und ein Bandfoto enthalten. Das Cover wurde von Matt Taylor und Sonny Gerasimowicz gestaltet.

## Entstehungsgeschichte
Zunächst sollte Andy Wallace die Platte produzieren, doch nachdem die Band zunehmend unzufriedener mit seinen Vorgaben wurde, wurde dieser gegen Tim Palmer ausgetauscht. Palmer wirkte bereits bei Love Metal und And Love Said No als Produzent mit. Nachdem HIM ihren alten Plattenvertrag bei Super Sonic/Gun Records erfüllt hatten (mit dem 5. Album And Love Said No), wechselten sie zum US-amerikanischen Plattenlabel Warner Music Group, unter dem nun Dark Light erschien. Dieses Label sollte für die Gruppe endlich den großen Erfolg in den USA einbringen, die für HIM weitgehend immer noch als weißer Fleck auf der Karte galten. Unterstützt wurden sie bei diesem Vorhaben erneut von Bam Margera und von Jimmy Pop. Dark Light war das erste Album, das komplett in den Vereinigten Staaten entstand.
Schon 2003 erwähnte Valo, dass er Ideen für acht Lieder des nächsten Albums Dark Light hat. Später verwarf er aber einige dieser Ideen wieder. Er sagte, dass es nur ungefähr die Hälfte dieser Lieder auf das Album geschafft haben und die andere Hälfte schrieb er erst eineinhalb Monate bevor sie ins Studio gingen. Die Aufnahmen fanden in der Paramour Mansion in Los Angeles statt und dauerten rund 2 Monate. Danach wurde das Album in den Electric Lady Studios in New York gemixt.

## Veröffentlichungen und Chartplatzierungen
Nach der Veröffentlichung erreichte das Album Platz 1 der finnischen Charts, Platz 4 der deutschen Charts und auch in den USA und in Großbritannien, wo es ausländische Interpreten immer schwer haben, jeweils Rang 18. Daher wird Dark Light als Durchbruch der Band in den USA angesehen (Gold-Status).
Vorab erschien bereits das Lied Rip Out the Wings of a Butterfly als Single, jedoch nur unter dem Titel The Wings of a Butterfly. Dies war, wie schon fünf Jahre zuvor bei Join Me (in Death), ein Eingeständnis, da sich der „harmlosere“ Liedtitel besser vermarkten ließ. Diese Single erreichte in Finnland den Spitzenplatz der Charts, in Deutschland immerhin Platz 10, ebenso wie in Großbritannien, und in den USA Platz 87. Die Nachfolgesingle Killing Loneliness schlug sich ähnlich, die dritte Single aus dem Album, Vampire Heart, erschien dagegen nur als 7″ Vinyl-Schallplatte im November 2005 in Großbritannien.
Das Album erschien weltweit in zahlreichen Varianten. Zum Start in Europa kam die Erstauflage im Schuber heraus. Zudem gab es ein Digibook, limitiert auf 50.000 Exemplare und eine auf 20.000 Exemplare limitierte Doppel-Vinyl-Version, die über das Internet verkauft wurde. Des Weiteren wurde auch in Japan eine spezielle Album-Version veröffentlicht, auf der das Ramones-Cover Poison Heart zu hören ist.

## Kritik
Trotz des Erfolges des Albums, ist Dark Light umstritten und wird vor allem von alteingesessenen Fans in Europa als schwaches Album und Enttäuschung angesehen. Kritiker bemängeln, Musik und Auftreten der Band seien zu sehr dem amerikanischen Markt angepasst und vor allem ein Eingeständnis an die neue Plattenfirma gewesen. Der Band selbst ist diese Kritik bewusst und daher sollte das, im September 2007 erschienene nächste Album, Venus Doom, wieder deutlich rockiger, härter und unangepasster werden. Valo selbst meinte, dieses Nachfolgealbum würde den Liebhabern von Dark Light missfallen.

## Infos zu den Videoclips
Wings of a Butterfly entstand in einem Gebäude der Union Station in New York. Regisseur war Meiert Avis. Der Videoclip lehnt an das Coverdesign des Albums an, indem es vage an Superhelden-Comics erinnert. Mit einem Budget von fast 500.000 Dollar ist es wahrscheinlich der teuerste Videoclip von HIM.
Für Killing Loneliness entstanden zwei Videos. Der erste stammt von Nobel Jones. Beim zweiten Videoclip, der für den amerikanischen Markt entstand, führte Nathan Cox Regie und man sieht die Tätowiererin Kat Von D in einem Gastauftritt.HIM – Killing Loneliness (Version 2, 2006). IMVDb, abgerufen am 15. Februar 2016. In beiden Videos spielt die Band und wird dabei von diversen Leuten beobachtet.

## Infos zu einzelnen Songs
- Im Lied Killing Loneliness geht es unter anderem um die Heroinsucht eines Freundes des Sängers. Dieser antwortete ihm auf die Frage warum er Heroin genommen hatte “to kill the loneliness” („um die Einsamkeit zu töten“).[14]

## Titelliste
Die Stücke ohne weitere Angaben wurden von Ville Valo geschrieben.

### Dark Light (Deutsche Standard-Version)
1. Vampire Heart – 4:46
2. Rip Out the Wings of a Butterfly – 3:30
3. Under the Rose – 4:50
4. Killing Loneliness – 4:29
5. Dark Light – 4:31
6. Behind the Crimson Door – 4:37
7. The Face of God – 4:36
8. Drunk on Shadows – 3:49
9. Play Dead – 4:36
10. In the Nightside of Eden – 5:40

### Bonustitel
1. Venus (In Our Blood) (nur in der Internet-Only, limitierten Doppel-Vinyl-LP und der japanischen Version)
2. The Cage (nur in der Internet-Only-Version, limitierten Doppel-Vinyl-LP und im Digibook)
3. Poison Heart (nur in der japanischen Version und limitierten Doppel-Vinyl-LP) Dee Dee Ramone/Daniel Rey